# Standard Internet

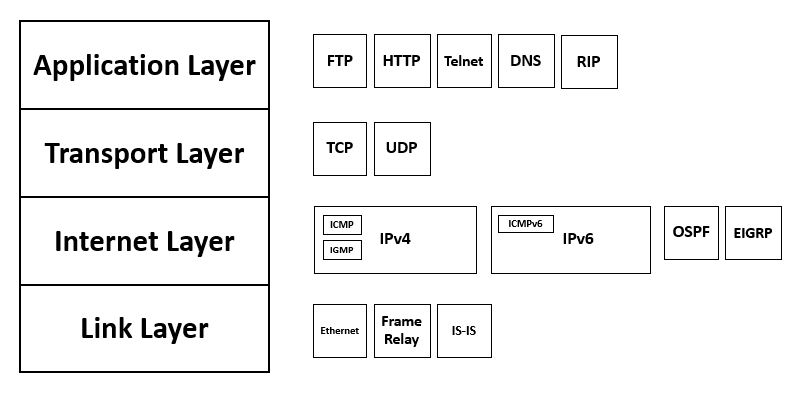
TCP-IP, l'un des premiers Standard d'Internet

En informatique, un standard Internet est une spécification technique normalisée par l'IETF et applicable au réseau Internet. 

## Description
Un standard Internet est élaboré dans une démarche collaborative à partir d'un document appelé RFC (ébauche Internet) (de l'anglais « Request for comments » ). Ses spécifications sont ensuite améliorées selon un processus de normalisation bien précis conférant au document le statut officiel de proposition de normalisation (de l'anglais « Proposed Standard » ), puis de standard Internet (de l'anglais « Internet Standard » ) . Les spécifications sont publiées par l'IETF à chaque étape de conception.
Une étape intermédiaire appelée en anglais « Draft Standard », normalisée depuis octobre 1996, a été supprimée en octobre 2011. Il s'agissait d'une étape transitoire visant à l'interopérabilité d'au moins deux implémentations bien distinctes dudit standard, dont l'officialisation finale dépend, in fine, d'un déploiement et d'une utilisation massive. Or, l'étape intermédiaire nécessitait in fine de mesurer le déploiement massif de plusieurs implémentations, d'où l'idée de la supprimer. Enfin, l'examen annuel des spécifications n'ayant toujours pas atteint le niveau de maturité requis a également été supprimé.

## Processus de normalisation
Le processus de normalisation vise à mesurer le niveau de maturité d'une spécification Internet par l'avancée des développements, les tests réalisés et l'acceptation auprès de la communauté.

### Proposition de normalisation
(de l'anglais « Proposed Standard »)

### Standard Internet
(de l'anglais « Internet Standard »)